# سوسن حرموني
السوسن الحرموني (باللاتينية: Iris hermona) هو أحد أنواع السوسن من الفصيلة السوسنية.

## الموئل والانتشار
ينتشر في منطقة جبل الشيخ في بلاد الشام.

## الوصف النباتي
لون البتلة بنفسجي فاتح بينما لون الكأسية بني.